# West Brattleboro
West Brattleboro és una concentració de població designada pel cens dels Estats Units a l'estat de Vermont. Segons el cens del 2000 tenia 3.222 habitants.

## Demografia
Segons el cens del 2000, West Brattleboro tenia 3.222 habitants, 1.433 habitatges, i 849 famílies. La densitat de població era de 125 habitants per km².
Dels 1.433 habitatges en un 28,8% hi vivien nens de menys de 18 anys, en un 46,1% hi vivien parelles casades, en un 10,5% dones solteres, i en un 40,7% no eren unitats familiars. En el 33,6% dels habitatges hi vivien persones soles el 15,3% de les quals corresponia a persones de 65 anys o més que vivien soles. El nombre mitjà de persones vivint en cada habitatge era de 2,23 i el nombre mitjà de persones que vivien en cada família era de 2,87.
Per edats la població es repartia de la següent manera: un 23% tenia menys de 18 anys, un 5,8% entre 18 i 24, un 26% entre 25 i 44, un 28,4% de 45 a 60 i un 16,9% 65 anys o més.
L'edat mediana era de 42 anys. Per cada 100 dones de 18 o més anys hi havia 78,9 homes.
La renda mediana per habitatge era de 35.332 $ i la renda mediana per família de 46.827 $. Els homes tenien una renda mediana de 31.391 $ mentre que les dones 22.114 $. La renda per capita de la població era de 18.996 $. Entorn del 6,3% de les famílies i el 9,2% de la població estaven per davall del llindar de pobresa.